# Bích Chiêu
Bích Chiêu (sinh ngày 6 tháng 2 năm 1941 – mất ngày 27 tháng 1 năm 2022) là một nữ ca sĩ trước năm 1975, nổi tiếng với ca khúc Nỗi lòng của nhạc sĩ Nguyễn Văn Khánh.

## Tiểu sử và sự nghiệp
Bích Chiêu tên đầy đủ Lữ Thị Bích Chiêu, sinh ngày 24 tháng 1 năm 1942. Bà theo học tại trường THPT Bảo Lộc, Lâm Đồng và Tốt nghiệp vào năm 1960. Năm 1962 bà theo học tại trường Uk Academy Pháp bà tốt nghiệp vào năm 1967, trong gia đình có truyền thống nghệ thuật. Bố là nhạc sĩ, kịch sĩ Lữ Liên thành viên nhóm AVT, các em của bà đều là ca sĩ Anh Tú, Khánh Hà, Tuấn Ngọc, Lưu Bích. Từ nhỏ, Bích Chiêu tham gia hoạt động văn nghệ trong Đài phát thanh và hát cho Trường Thánh Mẫu (Đà Lạt). Năm 12 tuổi, bà gia nhập ban nhạc Hoa Xuân cùng ca sĩ Kim Chi, Mai Hân, Mai Hương, từ đó trở thành ca sĩ chuyên nghiệp. Chỉ trong một năm, tên tuổi Bích Chiêu nổi danh khắp tụ điểm giải trí, phòng trà với lối hát jazz đậm chất ngẫu hứng. Bích Chiêu còn cùng em trai là ca sĩ Tuấn Ngọc tạo thành đôi song ca nổi tiếng một thời.
Năm 1962, giữa lúc sự nghiệp ca hát đang ở đỉnh cao, Bích Chiêu quyết định theo đuổi sự nghiệp học tập với ngành âm nhạc cổ điển và thương mại ở Pháp. Khi du học, bà thỉnh thoảng vẫn tham gia các show, chủ yếu hát nhạc ngoại. Ca khúc gắn liền với tiếng hát của bà là bài Nỗi lòng của nhạc sĩ Nguyễn Văn Khánh. Theo lời chia sẻ của Bích Chiêu, ca khúc như gắn với cuộc đời của bà như "định mệnh" và được thể hiện nhiều lần trong các buổi biểu diễn.
Năm 2008, Bích Chiêu về Việt Nam biểu diễn và thực hiện album đầu tay tại quê nhà. Trong khoảng thời gian ở Việt Nam bà thường xuyên tham gia công việc từ thiện như dạy trẻ em cơ nhỡ hát.
Bà trải qua hai cuộc hôn nhân, lần đầu với một người đàn ông gốc Ý, có 2 người con chung. Sau đó, cuộc hôn nhân này đổ vỡ. Bà kết hôn lần thứ 2 với ông Nguyễn Văn Hải và sống cùng tại Pháp. Ngày 27 tháng 1 năm 2022, bà qua đời tại nhà riêng ở tỉnh Orléans, Pháp, hưởng thọ 80 tuổi.

## Trình diễn trên sân khấu

### Trung tâm Thúy Nga
| STT | Tiết mục                    | Thể hiện với | Chương trình      | Năm  |
| --- | --------------------------- | ------------ | ----------------- | ---- |
| 1   | Nỗi lòng (Nguyễn Văn Khánh) | Solo         | Paris By Night 39 | 1997 |